# James Branch (ruisseau)
Pour les articles homonymes, voir James Branch.
 (février 2024).
James Branch est un ruisseau de l'État américain du Missouri. C'est un affluent du Huzzah Creek.
James Branch s'appelait également Jim's Branch, mais l'homonyme du nom est inconnu.